# Ahrensbök
Ahrensbök est une commune allemande du Schleswig-Holstein, située dans l'arrondissement du Holstein-de-l'Est (Kreis Ostholstein), à 18 kilomètres au nord-ouest de Lübeck. Avec 95,37 km2, Ahrensbök est la quatrième commune la plus étendue de Schleswig-Holstein, après Lübeck, Kiel et Fehmarn.

## Personnalités liées à la ville
- Jean-Adolphe Ier de Schleswig-Holstein-Plön (1634-1704), duc né à Ahrensbök.

## Jumelages
- Grevesmühlen (Allemagne) depuis le 9 novembre 1990
- Saint-Savinien (France) depuis le 5 octobre 1991
- Grzmiąca (Pologne) depuis le 24 octobre 1992[1]